# Mike Gminski
Mike Gminski (Monroe (Connecticut), 3 de agosto de 1959) é um ex-jogador norte-americano de basquete profissional que atuou na  National Basketball Association (NBA). Foi o número 7 do Draft de 1980.